# Championnats d'Europe de cyclisme sur piste juniors et espoirs 2015
Navigation
Championnats d'Europe 2014 Championnats d'Europe 2016
Les Championnats d'Europe de cyclisme sur piste juniors et espoirs 2015 ont lieu du 14 au 19 juillet 2015 au Vélodrome olympique à Athènes en Grèce.

## Résultats

### Juniors
| Épreuves               | Or                                                                    | Or            | Argent                                                                         | Argent   | Bronze                                                                 | Bronze   |
| ---------------------- | --------------------------------------------------------------------- | ------------- | ------------------------------------------------------------------------------ | -------- | ---------------------------------------------------------------------- | -------- |
| Épreuves masculines    |                                                                       |               |                                                                                |          |                                                                        |          |
| Kilomètre              | Aleksandr Vasyukhno                                                   | 1:03.529      | Maksim Piskunov                                                                | 1:04.233 | Sam Ligtlee                                                            | 1:04.386 |
| Keirin                 | Alexey Nosov                                                          |               | Jiří Janošek                                                                   |          | Sébastien Vigier                                                       |          |
| Vitesse individuelle   | Melvin Landerneau                                                     |               | Sébastien Vigier                                                               |          | Alexey Nosov                                                           |          |
| Vitesse par équipes    | Russie Sergey Isaev Alexey Nosov Aleksandr Vasyukhno                  | 45.021        | Pologne Marcin Czyszczewski Michał Lewandowski Mateusz Miłek                   | 45.847   | Grande-Bretagne Jack Carlin Alexander Joliffe Joseph Truman            | 46.113   |
| Poursuite individuelle | Daniel Staniszewski                                                   | 3:16.732      | Thomas Denis                                                                   | 3:20.005 | Maksim Sukhov                                                          | 3:20.178 |
| Poursuite par équipes  | Russie Sergey Rostovtsev Dmitrii Markov Maksim Piskunov Maksim Sukhov | 4:05.305      | Danemark Niklas Larsen Rasmus Lund Pedersen Frederik Madsen Tim Vang Cronqvist | 4:12.141 | Pologne Dawid Czubak Szymon Krawczyk Mikolaj Sojka Daniel Staniszewski | 4:09.002 |
| Américaine             | Russie Dmitrii Markov Maksim Piskunov                                 | 15 pts        | Belgique Robbe Ghys Gerben Thijssen                                            | 12 pts   | Danemark Andreas Stokbro Mathias Dahl Pedersen                         | 10 pts   |
| Course aux points      | Joey Walker                                                           | 17 pts        | Szymon Krawczyk                                                                | 15 pts   | Denis Nekrasov                                                         | 13 pts   |
| Scratch                | Edgar Stepanyan                                                       |               | Maksim Piskunov                                                                |          | Vitali Prakapchuk                                                      |          |
| Omnium                 | Dawid Czubak                                                          | 238 pts       | Taras Shevchuk                                                                 | 226 pts  | Sergey Rostovtsev                                                      | 215 pts  |
| Épreuves féminines     |                                                                       |               |                                                                                |          |                                                                        |          |
| 500 mètres             | Emma Hinze                                                            | 35.188        | Pauline Grabosch                                                               | 35.349   | Hetty van de Wouw                                                      | 35.642   |
| Keirin                 | Emma Hinze                                                            |               | Kseniya Bogoyavlenskaya                                                        |          | Marlena Karwacka                                                       |          |
| Vitesse individuelle   | Emma Hinze                                                            |               | Pauline Grabosch                                                               |          | Julita Jagodzińska                                                     |          |
| Vitesse par équipes    | Allemagne Emma Hinze Pauline Grabosch                                 | 34.786        | Italie Elena Bissolati Miriam Vece                                             | 35.322   | Russie Kseniya Bogoyavlenskaya Olga Goncharova                         | 35.096   |
| Poursuite individuelle | Justyna Kaczkowska                                                    | 2:23.598      | Marion Borras                                                                  | 2:25.644 | Olivija Baleišytė                                                      | 2:26.041 |
| Poursuite par équipes  | Italie Elisa Balsamo Rachele Barbieri Sofia Bertizzolo Marta Cavalli  | 4:33.463 (RM) | Pologne Daria Pikulik Justyna Kaczkowska Weronika Humelt Nikola Rozynska       | 4:40.371 | France Marion Borras Pauline Clouard Lucie Jounier Typhaine Laurance   | 4:39.082 |
| Course aux points      | Rachele Barbieri                                                      | 35 pts        | Daria Pikulik                                                                  | 33 pts   | Tessa Dijksman                                                         | 24 pts   |
| Scratch                | Elena Bissolati                                                       |               | Eleanor Dickinson                                                              |          | Hetty van de Wouw                                                      |          |
| Omnium                 | Daria Pikulik                                                         | 192 pts       | Grace Garner                                                                   | 181 pts  | Marion Borras                                                          | 178 pts  |

### Espoirs
| Épreuves               | Or                                                                                   | Or       | Argent                                                     | Argent           | Bronze                                                                        | Bronze           |
| ---------------------- | ------------------------------------------------------------------------------------ | -------- | ---------------------------------------------------------- | ---------------- | ----------------------------------------------------------------------------- | ---------------- |
| Épreuves masculines    |                                                                                      |          |                                                            |                  |                                                                               |                  |
| Kilomètre              | Maximilian Dörnbach                                                                  | 1:01.108 | Robin Wagner                                               | 1:01.230         | Thomas Copponi                                                                | 1:02.071         |
| Keirin                 | Max Niederlag                                                                        |          | Nikita Shurshin                                            |                  | Jonathan Mitchell                                                             |                  |
| Vitesse individuelle   | Jeffrey Hoogland                                                                     |          | Max Niederlag                                              |                  | Nikita Shurshin                                                               |                  |
| Vitesse par équipes    | Allemagne Richard Aßmus Maximilian Dörnbach Max Niederlag                            | 44.206   | Pologne Mateusz Lipa Mateusz Rudyk Patryk Rajkowski        | 44.780           | Russie Alexander Dubchenko Alexander Sharapov Nikita Shurshin                 | 44.559           |
| Poursuite individuelle | Marc Fournier                                                                        |          | Tom Bohli                                                  | rejoint          | Corentin Ermenault                                                            | 4:24.360         |
| Poursuite par équipes  | Grande-Bretagne Oliver Wood Germain Burton Matthew Gibson Christopher Latham         | 3:58.996 | Suisse Théry Schir Tom Bohli Patrick Müller Frank Pasche   | 4:02.500         | Biélorussie Raman Tsishkou Yauheni Karaliok Mikhail Shemetau Raman Ramanau    | 4:03.121         |
| Américaine             | Suisse Théry Schir Frank Pasche                                                      | 11 pts   | France Thomas Boudat Benjamin Thomas                       | 19 pts (-1 tour) | Italie Simone Consonni Francesco Lamon                                        | 14 pts (-1 tour) |
| Course aux points      | Raman Ramanau                                                                        | 78 pts   | Andrey Sazanov                                             | 72 pts           | Julio Amores                                                                  | 61 pts           |
| Scratch                | Matthew Gibson                                                                       |          | Marcel Franz                                               |                  | Ondrej Rybin                                                                  |                  |
| Omnium                 | Théry Schir                                                                          | 195 pts  | Oliver Wood                                                | 189 pts          | Thomas Boudat                                                                 | 184 pts          |
| Épreuves féminines     |                                                                                      |          |                                                            |                  |                                                                               |                  |
| 500 mètres             | Anastasiia Voinova                                                                   | 33.343   | Daria Shmeleva Elis Ligtlee                                | 34.177           |                                                                               |                  |
| Keirin                 | Katy Marchant                                                                        |          | Mélissandre Pain                                           |                  | Elis Ligtlee                                                                  |                  |
| Vitesse individuelle   | Anastasiia Voinova                                                                   |          | Elis Ligtlee                                               |                  | Victoria Williamson                                                           |                  |
| Vitesse par équipes    | Russie Daria Shmeleva Anastasiia Voinova                                             | 33.016   | Grande-Bretagne Katy Marchant Victoria Williamson          | 33.457           | Pays-Bas Kyra Lamberink Elis Ligtlee                                          | 33.989           |
| Poursuite individuelle | Amalie Dideriksen                                                                    | 3:30.600 | Katie Archibald                                            | 3:31.984         | Mieke Kröger                                                                  | 3:36.998         |
| Poursuite par équipes  | Biélorussie Ina Savenka Marina Shmayankova Polina Pivovarova Katsiaryna Piatrouskaya | 4:29.067 | Allemagne Anna Knauer Gudrun Stock Mieke Kröger Lisa Klein | 4:30.651         | Russie Tamara Balabolina Natalia Mozharova Aleksandra Chekina Gulnaz Badykova | 4:29.358         |
| Course aux points      | Gulnaz Badykova                                                                      | 41 pts   | Ina Savenka                                                | 40 pts           | Polina Pivovarova                                                             | 36 pts           |
| Scratch                | Soline Lamboley                                                                      |          | Natalia Mozharova                                          |                  | Marina Shmayankova                                                            |                  |
| Omnium                 | Amalie Dideriksen                                                                    | 227 pts  | Tamara Balabolina                                          | 223 pts          | Anna Knauer                                                                   | 203 pts          |

## Tableau des médailles
| Rang  | Nation          | Or | Argent | Bronze | Total |
| ----- | --------------- | -- | ------ | ------ | ----- |
| 1     | Russie          | 9  | 8      | 8      | 25    |
| 2     | Allemagne       | 7  | 5      | 2      | 14    |
| 3     | Grande-Bretagne | 4  | 5      | 3      | 12    |
| 3     | Pologne         | 4  | 5      | 3      | 12    |
| 5     | France          | 3  | 5      | 6      | 14    |
| 6     | Italie          | 3  | 1      | 1      | 5     |
| 7     | Suisse          | 2  | 2      | 0      | 4     |
| 8     | Biélorussie     | 2  | 1      | 4      | 7     |
| 9     | Danemark        | 2  | 1      | 1      | 4     |
| 10    | Pays-Bas        | 1  | 2      | 6      | 9     |
| 11    | Arménie         | 1  | 0      | 0      | 1     |
| 12    | Tchéquie        | 0  | 2      | 1      | 3     |
| 13    | Belgique        | 0  | 1      | 0      | 1     |
| 13    | Ukraine         | 0  | 1      | 0      | 1     |
| 15    | Espagne         | 0  | 0      | 1      | 1     |
| 15    | Lituanie        | 0  | 0      | 1      | 1     |
| Total | Total           | 38 | 39     | 37     | 114   |